# Crescent Motor Company
Crescent Motor Company war ein US-amerikanischer Hersteller von Automobilen.

## Unternehmensgeschichte
Ralph Northway, der vorher bei der Ohio Motor Car Company tätig war, und Frank W. Enslow gründeten 1912 das Unternehmen. Der Sitz war im US-Staat West Virginia. Sie übernahmen die insolvente Ohio Motor Car Company sowie deren Werk in Carthage in Ohio. Sie setzten deren Produktion von Automobilen fort. Der Markenname lautete Crescent. 1914 endete die Produktion. 1915 übernahm die Puritan Machine Company die Reste des Unternehmens.
Es gab keine Verbindungen zu den anderen Herstellern von Fahrzeugen der Marke Crescent: Crescent Automobile & Supply Company und Crescent Motor Car Company.

## Fahrzeuge
Das Modell Ohio entsprach dem bisherigen Modell. Es hatte einen Vierzylindermotor mit 29 PS Leistung. Der Radstand betrug 295 cm. Der Aufbau als offener Tourenwagen bot Platz für fünf Personen.
Das Modell Royal kam dazu. Ein Sechszylindermotor der Northway Motors Corporation mit 38 PS Leistung trieb die Fahrzeuge an. Das Fahrgestell hatte 335 cm Radstand. Auch diese Wagen waren als fünfsitzige Tourenwagen karosseriert.

## Modellübersicht
| Jahr      | Modell | Zylinder | Leistung (PS) | Radstand (cm) | Aufbau               |
| --------- | ------ | -------- | ------------- | ------------- | -------------------- |
| 1913–1914 | Ohio   | 4        | 29            | 295           | Tourenwagen 5-sitzig |
| 1913–1914 | Royal  | 6        | 38            | 335           | Tourenwagen 5-sitzig |